# Gualán
Gualán är en ort i Guatemala.   Den ligger i kommunen Municipio de Zacapa och departementet Departamento de Zacapa, i den centrala delen av landet, 130 km öster om huvudstaden Guatemala City. Gualán ligger 136 meter över havet och antalet invånare är 19 354.
Terrängen runt Gualán är varierad. Runt Gualán är det ganska tätbefolkat, med 120 invånare per kvadratkilometer. Gualán är det största samhället i trakten. Omgivningarna runt Gualán är en mosaik av jordbruksmark och naturlig växtlighet.